# Vanuabalavu Island
Vanuabalavu Island (engelska: Vanua Balavu Island, Sir Charles Middleton Island) är en ö i Fiji.   Den ligger i divisionen Östra divisionen, i den västra delen av landet, 290 km väster om huvudstaden Suva. Arean är 58 kvadratkilometer.
Terrängen på Vanuabalavu Island är platt. Öns högsta punkt är 264 meter över havet. Den sträcker sig 18,9 kilometer i nord-sydlig riktning, och 13,4 kilometer i öst-västlig riktning.